# Camille Prigent
Pour les articles homonymes, voir Prigent.
Camille Prigent est une kayakiste française née le 18 décembre 1997 à Rennes.

## Carrière
Elle étudie à l'université Rennes 2 en filière STAPS, puis obtient un CAPES dans cette discipline. 
Elle est médaillée d'or aux Jeux olympiques de la jeunesse d'été de 2014 en kayak slalom.
Elle remporte aux Championnats d'Europe de slalom 2017 la médaille de bronze en kayak par équipes.
Aux Championnats du monde de slalom 2018, elle est médaillée d'or en kayak monoplace par équipes.
Elle est sacrée championne d'Europe de K1 slalom par équipes en 2019.
Aux Championnats d'Europe de slalom 2020, elle est médaillée d'argent en K-1 ainsi qu'en K-1 par équipes avec Lucie Baudu et Marjorie Delassus.
En octobre 2020, elle ne parvient pas à se qualifier pour les JO de Tokyo, battue par Marie-Zélia Lafont. 
Le 26 septembre 2021, elle se classe 10e lors des championnats du monde de slalom à Bratislava. 
Elle remporte la médaille d'or en K1 par équipes avec Romane Prigent et Emma Vuitton aux Championnats d'Europe de slalom 2022.
Elle est médaillée d'or en K1 par équipes aux Championnats d'Europe de slalom de canoë-kayak 2023, qui font partie des Jeux européens de 2023 à Cracovie. En septembre 2023, elle remporte une médaille d'argent en kayak-cross lors des championnats du monde.
En 2025, lors des championnats d'europe de canoë slalom de Vaires sur Marne, elle gagne deux médailles d'or en kayak cross. 

## Famille
Elle est la fille des kayakistes Jean-Yves Prigent et Marie-Françoise Prigent, ainsi que la sœur d'Yves Prigent ainsi que la cousine de la kayakiste Romane Prigent.